# 松尾豊
松尾 豊 （まつお ゆたか、1975年 - ）は、日本の工学者。東京大学大学院工学系研究科人工物工学研究センター／技術経営戦略学専攻 教授、東京大学新世代感染症センター メンバー。日本ディープラーニング協会理事長、ソフトバンクグループ社外取締役、内閣府「AI戦略会議」座長、新しい資本主義実現会議有識者構成員を務める。

## 概要
香川県坂出市出身。専門分野は、人工知能、深層学習、ウェブ工学、ソーシャルメディア分析。AI、ウェブ工学の研究などを軸とし、実社会への応用を意識して活動する。ソーシャルメディアから現実世界の動向を探る「ソーシャルセンサ」の概念を世界で初めて提唱した。

## 人物
国内でディープラーニングの普及、産業活用に貢献した。叔父に東京大学名誉教授（建築学専攻）の松尾陽、国際電気通信連合事務局長を務めた内海義雄がいる。
著作に『東大准教授に教わる「人工知能って、そんなことまでできるんですか？」』(2014年)、『人工知能は人間を超えるか』(2015年)など。

### 産学連携への取り組み

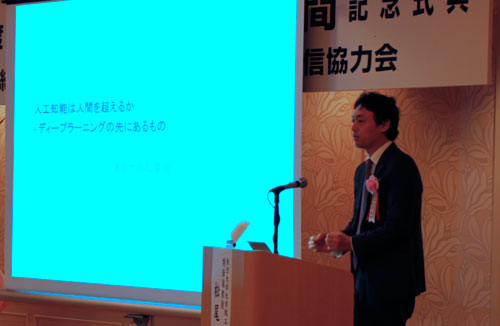
2018年6月1日、電波の日・情報通信月間記念講演会にて

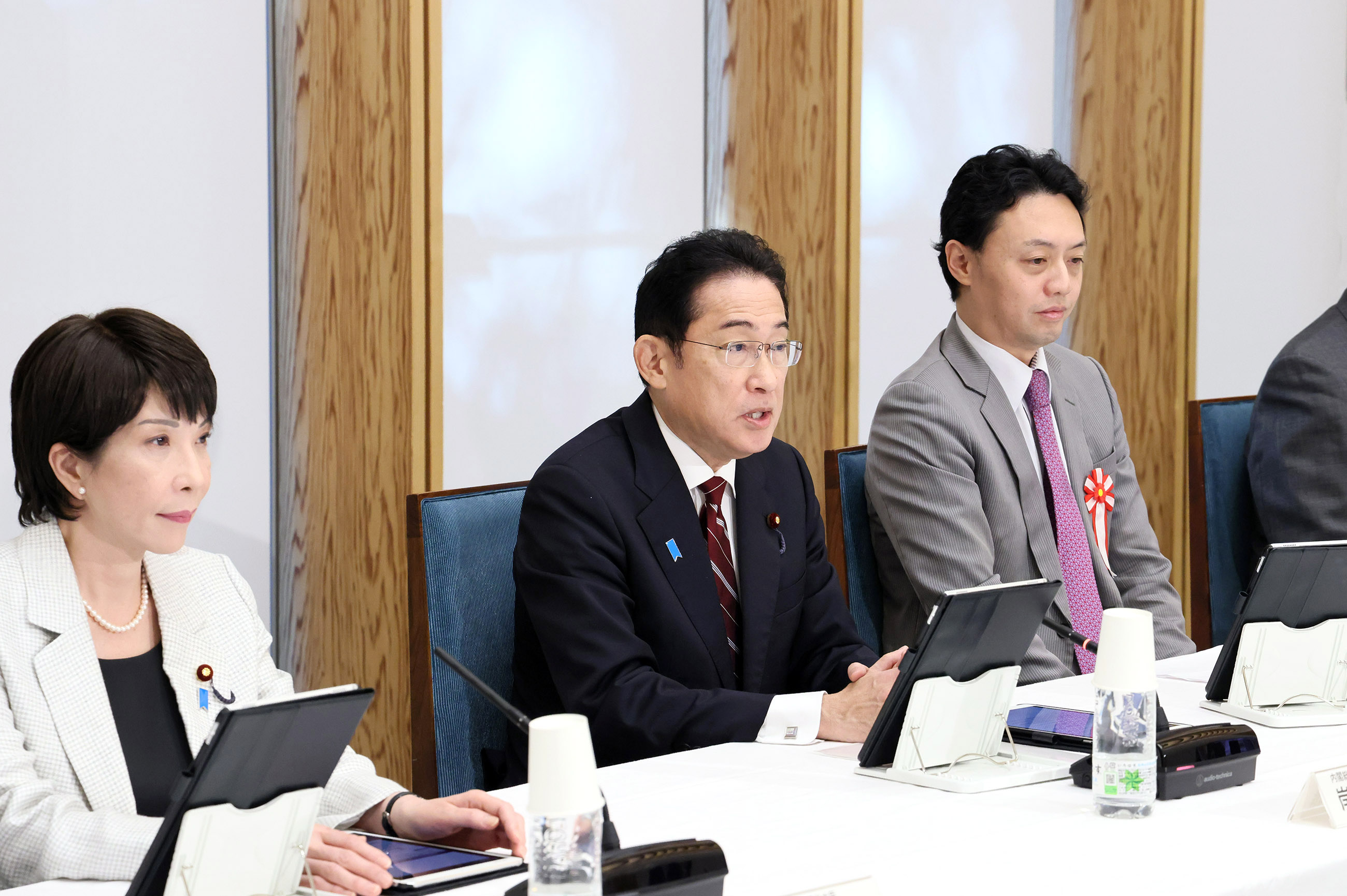
2023年12月21日、内閣府AI戦略会議の会合にて内閣総理大臣岸田文雄（中央）、内閣府特命担当大臣（科学技術政策担当）高市早苗（左）と

松尾は産学連携に積極的な研究者であり、現在は国の研究費を受け取っておらず、企業からの資金のみで研究費を賄っている。トヨタの子会社から200万円ほどの研究費を受け取ったのを契機に、現在は年間3億円ほどを企業から安定して受け取っていると話した。自身の経験から「発想を変えれば、国立大学は今の百倍、一千倍は稼げる」とも述べている。
また、「ビジネスで儲けて、その利益で研究に投資をするというサイクルをつくり、結果的にAI開発を押し進めましょう」という話から逸れてしまうため、シンギュラリティ論には言及しなくなったと述べており、「あまり強いAIの話題に近づきたくない」として、産業で収益を出して、その利益から研究開発に多くの予算を回すことが先決だとしている。
松尾研では学生起業を推奨しており、深層学習の技術だけでなく、ビジネスリサーチのやり方も教えている。注目されている海外企業への視察も08年から実施、GoogleやFacebookのほか、松尾と人脈のあるシリコンバレーのスタートアップを訪問するなどの活動をしている。松尾研にはコンサルティングファーム出身のスタッフがおり、ビジネス面での交渉を担当させている。2021年からは「AI経営」という寄付講座をPwCの支援の下で立ち上げた。松尾研発のスタートアップも多く、うまくいっているものだけを挙げても、株式会社DeepX、READYFOR株式会社、株式会社ACES、株式会社Ollo、株式会社ELYZA、bestat株式会社、燈株式会社、株式会社Wanderlust、株式会社SparkPlusなどがあり、研究室初のスタートアップで10社以上、関連するスタートアップを含めると30社近くに上る。最近では「本郷バレー」の一部として、記事などでよく取り上げられることもあるという。

### 平井卓也との関係
2021年6月11日に衆議院議員の平井卓也の「NEC恫喝発言」が朝日新聞に報じられたことに関連して、平井との関係性が注目された。2021年4月、平井はデジタル庁の入退室管理の顔認証システム発注を巡り、「NECではなく、松尾先生のベンチャー、ACESと一緒にやれ」と個別の社名を指示したと報道された。平井の発言は、国の幹部を含む職員が契約相手をあらかじめ指定することを禁止する「官製談合防止法」2条5の2に違反する可能性があった。
平井は同郷の香川県出身で2015年頃から親交があり、2018年のIT相時代には『平井ピッチ』と呼ばれる内閣府の懇親会に、松尾を招聘した。2020年12月23日には、平井が開催する勉強会に松尾がゲスト参加し、この様子を収録した公式YouTube番組の中で「松尾先生にはこないだ、まわりの若い皆さんを連れてきていただいた … 今後ともそういう皆さんとの関係を維持していきたい」と平井は発言する。
ACESは松尾研初のベンチャーの1つで、AIを利用した画像認識システムを開発し、松尾自身も顧問として参画している。2020年12月には、松尾研関係者のベンチャーキャピタルと、松尾と親しい冨山和彦の経営共創基盤を引受先として3億2000万円の資金調達を実施した。しかし、ITジャーナリストの神崎洋治によれば、ACESに比較してNECには十分な実績があり、成田空港や羽田空港でも採用され、米国国立標準技術研究所のベンチマークでも毎回高成績を修めていた。このため平井が「自らと親密な人物が深く関わるベンチャー企業との契約を推し進める」ように指示していた疑いがある。2021年6月22日には会議の音声データが公開され、「松尾先生に言っちゃって一緒にやっちゃっていい」「そこの顔認証は、はっきり言ってNECより全然いいわ」と発言していた。
取材に対し、平井との関係については「AIの勉強会などで松尾研の取り組みとして松尾研ベンチャーを何社かご紹介したことがあり、技術力の高さに驚かれていましたので、言及していただいたのだと思います」「ここ２年くらいは年に何回かお会いしています」とし、デジタル庁の入退室管理システムの問題については「こちらから、先方からの如何にかかわらず、発注の話をしたことはありません」と話し、談合を否定した。
平井は松尾との関係性について、「松尾先生は特に人工知能・ディープラーニング分野における第一人者であり、大臣就任以前から、長年、党のデジタル政策などについて、ご助言をいただいております」と話した。

### 中国人留学生関連
2025年2月、漫画家の孫向文が、松尾研に所属する中国人留学生が高額の医療費を日本の保険制度から受け取っているとしてX上で攻撃的な投稿を行った。これは当該中国人留学生が「1年で日本で1300万円の医療費をだまし取り」、日本をバカにする表現（留学一年净赚1300w八嘎币　只要住一年的院就好了）を交えて中国のSNS「小紅書」に投稿したとして非難するものである。この投稿が拡散した結果、X上では「保険の不正利用は許せない」「大学・研究室はどう説明するのか」などの批判が続出した。
3月3日の衆議院予算委員会で日本維新の会の三木圭恵がこれを取り上げ、「日本円をばか幣、愚かな国の通貨と呼び、日本の医療制度を悪用したことを自ら暴露している」と、近年の高額療養費の増加と、2012年に規制緩和された外国人の健康保険利用を関連付け、国として保険適用の実態を調査することを提言した。
この投稿に対して、当該留学生から見せられた「オリジナルの投稿」には日本をバカにするような表現（「净赚」「八嘎币」）は含まれていないとして、一部改竄された投稿が拡散したと説明した。
一方、当該留学生が病気で療養していたことは事実であり、医療費を受け取ったことについても「東京大学に在籍している留学生ですから、医療を受ける権利もありますし、別に何か不正をして医療を受けたわけではなく、正当な権利として医療を受けています」と説明した。1300万円という金額については、個人情報であるために詳細は説明しないとしながらも、重篤な病気であり、診断書も確認したと説明した。

## 略歴
- 1993年3月 香川県立丸亀高等学校卒業[2]

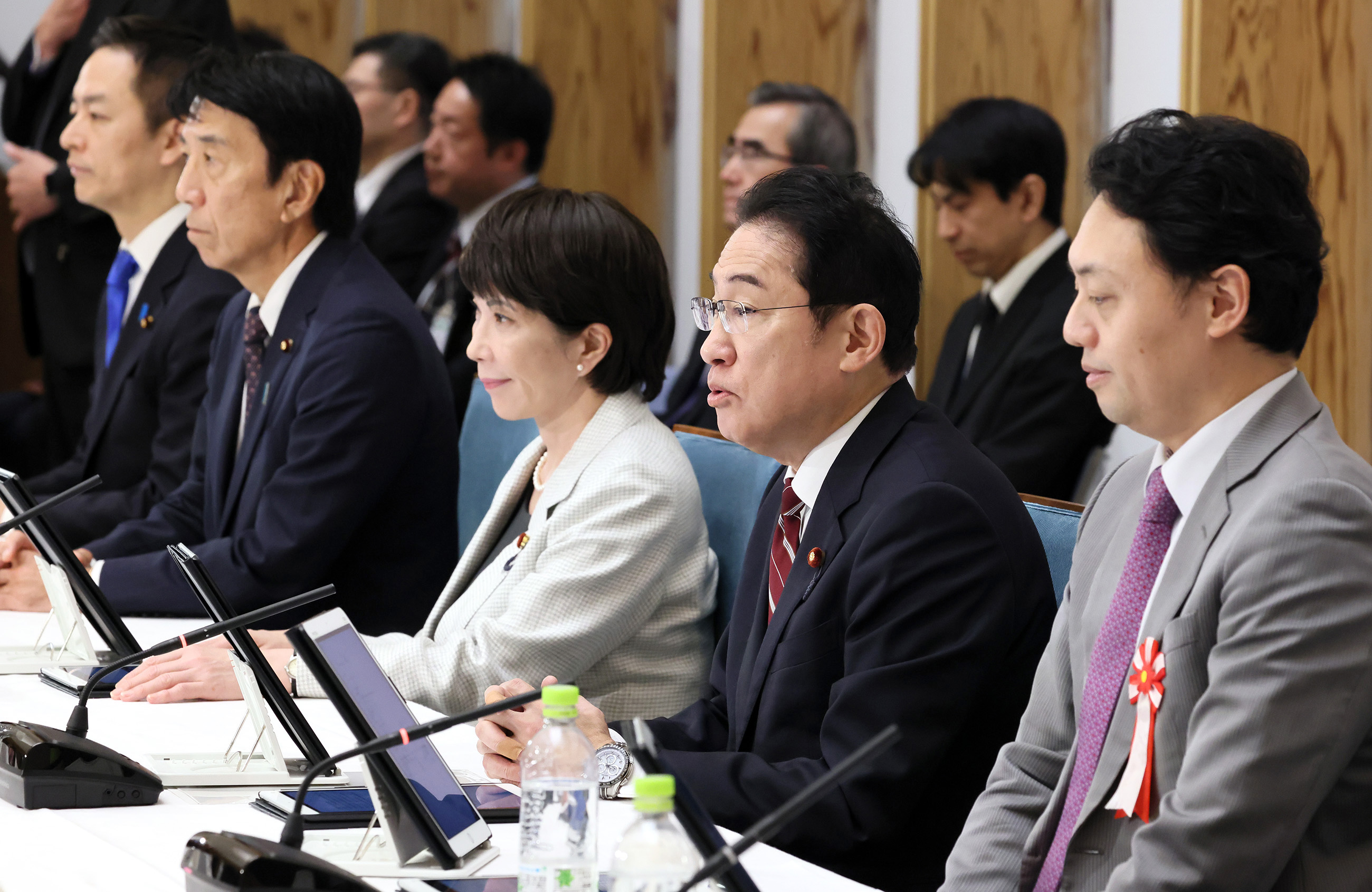
2023年12月21日、内閣府AI戦略会議の会合にて内閣総理大臣岸田文雄（右から2人目）、内閣府特命担当大臣（科学技術政策担当）高市早苗（右から3人目）、経済産業大臣齋藤健（右から4人目）と

- 1997年3月 東京大学工学部電子情報工学科卒業[2]
- 1999年3月 東京大学大学院工学系研究科電気工学専攻修士課程修了
- 2002年3月 東京大学大学院工学系研究科電子情報工学専攻博士課程修了[2]、博士（工学）[24]
- 2002年4月 産業技術総合研究所研究員
- 2005年8月 スタンフォード大学言語情報研究センター(CSLI) 客員研究員
- 2007年10月 東京大学大学院工学系研究科 准教授
- 2014年4月 東京大学大学院工学系研究科 技術経営戦略学専攻 特任准教授
- 2019年4月 東京大学大学院工学系研究科 人工物工学研究センター／技術経営戦略学専攻教授、システム創成学科PSIコース コース長
- 2019年6月19日 ソフトバンクグループ取締役[25]
- 2022年10月 東京大学新世代感染症センター メンバー
- 2023年4月 東京大学大学院工学系研究科 技術経営戦略学専攻 専攻長[6][26]
- 2025年 ZEN大学知能情報社会学部特別招聘教授[27]。

## 学会活動他

### 学会関係
- 人工知能学会 理事 (2012-2014, 2020-2022)[2], 倫理委員長 (2014-2018), 編集委員長 (2012-2014)，副編集委員長 (2010-2012)，編集委員 (2004-2010)，学生編集委員 (2000-2002)[28]
- 日本ディープラーニング協会 理事長 (2017-)[29]
- 情報処理学会 先任理事(2021)[30]、フェロー(2021)[31]、後任理事(2020)[32]
- World Wide Web Conference プログラム委員（2008-), Web Mining部門 トラックチェア (2014, 2016)

### 行政関係
- 国家戦略室 「叡智のフロンティア部会」委員（2012年）
- 経済産業省「IT融合フォーラム有識者会議」委員（2012-2013年）
- 経済産業省産業構造審議会「新産業構造部会」（2015-2018年）
- 産業技術総合研究所 人工知能研究センター 企画チーム長（2015-2018年）
- 金融庁「フィンテック・ベンチャーに関する有識者会議」（2016年）
- 総務省「AIネットワーク社会推進会議」（2016-2022年）
- 内閣府「人間中心のAI社会原則検討会議」（2018年）
- 情報処理推進機構「AI社会実装推進委員会」委員長[33][34]（2018年）
- 東京都「『東京ベイエリアビジョン』に係る官民連携チーム」 最先端技術のまちWG座長（2018-2019年）
- 総務省「多言語音声翻訳高度化のためのディープラーニング技術の研究開発」アドバイザリーメンバー 座長（2018-2020年）
- 経済産業省「未来イノベーションワーキンググループ」（2019年）
- 首相官邸デジタル市場競争本部 「デジタル市場競争会議」（2019年-）
- 内閣官房「新しい資本主義実現会議」（2021-2023年）
- デジタル庁デジタル臨時行政調査会作業部会「テクノロジーベースの規制改革推進委員会」（2022年-）
- 香川県坂出市 政策アドバイザー[35][36]（2023年4月11日）
- 内閣府「AI戦略会議」座長（2023年）
- 香川県「産業AI参与」[37][38]（2023年）

### 文化活動
- 第5回 日経「星新一賞」審査員（2017年）
- 映画『AI崩壊』AI監修（2020年）

## 著書
- 『東大准教授に教わる「人工知能って、そんなことまでできるんですか？」』KADOKAWA/中経出版、2014年10月15日。ISBN 978-4046009319。
- 『人工知能は人間を超えるか ディープラーニングの先にあるもの』角川EpuB選書、2015年3月11日。ISBN 978-4040800202。 第24回大川出版賞受賞作
- 『人工知能はなぜ未来を変えるのか』KADOKAWA/中経出版、2016年7月14日。ISBN 978-4046017031。

## 受賞
- 第1回JTS学術賞, 松尾 豊, 一般社団法人 Japan Treasure Summit（代表理事 小宮山 宏）, 2019
- 2018年度 情報処理学会論文賞[39], 鈴木 雅大, 松尾 豊, 「異なるモダリティ間の双方向生成のための深層生成モデル」, 2019
- スーツ・オブ・ザ・イヤー2018 イノベーション部門受賞[40]，松尾 豊，学術的な領域にとどまらず実社会への働きかけに果敢に挑み続けていることに対して，2018
- 香川県 かがわ２１世紀大賞[41]，松尾 豊, 人工知能分野での活躍に対して，2018
- 文部科学省 大学発ベンチャー表彰2018 文部科学大臣賞，株式会社PKSHA Techonology，東京大学 松尾豊（支援大学），2018
- チェンジメーカー・オブ・ザ・イヤー 2016[42]，松尾 豊,人工知能およびウェブ工学の分野における活動に対して，2016
- ビジネス書大賞 審査員特別賞[43]，「人工知能は人間を超えるか」（松尾 豊著）（角川），2016
- 日刊工業新聞社賞，日本オフィス家具協会，「人工知能は人間を超えるか」（松尾 豊著）（角川），2016
- ITエンジニア本大賞2016 ビジネス書部門大賞[44]，「人工知能は人間を超えるか」（松尾 豊著）（角川）, 2016
- 2015年度 人工知能学会 研究会優秀賞，「株式掲示板におけるユーザ行動異常検知を用いた相場操縦発見手法に関する研究」，宮崎 邦洋，松尾 豊, 2016
- 2015年度 公益財団法人 大川情報通信基金 大川出版賞，「人工知能は人間を超えるか」（松尾 豊著）（角川）, 2015
- 日経ビジネス 「次世代を創る100人」[45]，2015年12月28日号
- 文部科学省 科学技術・学術政策研究所 「科学技術への顕著な貢献2015（ナイスステップな研究者）」，松尾 豊, 2015
- Rakuten Technology Award 2015, 人工知能における思想的リーダーとしての活動に対して, 松尾 豊，2015
- 第12回（2013年） ドコモ・モバイル・サイエンス賞 社会科学部門，松尾 豊，「ウェブマイニングによる社会観測とその活用に関する研究」, 2014
- AERA 「日本を突破する100人」，2014年12月29日・1月5日合併号
- 2013年度 人工知能学会 功労賞，松尾 豊, 編集委員長としての貢献に対して，2014
- AERA 「日本を立て直す100人」，2012年1月2・9日合併号
- 2011年度 人工知能学会 現場イノベーション賞，「人物検索システムの研究開発および実用化の取り組み」，松尾 豊，石田 啓介，友部 博教，岡 瑞起，アグチバヤル アマルサナー，濱崎 雅弘，森 純一郎，ダヌシカ ボッレーガラ，大向 一輝，松島 克守, 2012
- 2007年度 情報処理学会 長尾真記念特別賞, 松尾 豊，「Webマイニングによる社会ネットワーク抽出に関する研究」, 2008
- 2006年度 人工知能学会 創立20周年記念事業賞，「AI若手研究者のためのキャリアデザイン能力育成事業：幸福な研究人生に至る道」，山川 宏，市瀬 龍太郎，太田 正幸，加藤 義清，庄司 裕子，松尾 豊，2007
- 2002年度人工知能学会論文賞，「語の共起の統計情報に基づく文書からのキーワード抽出アルゴリズム」，松尾 豊，石塚 満，人工知能学会誌，Vol.17，No.3, pp.213-227, 2002

## 出演番組
- WBS 25周年ライジングジャパン特別番組「ニッポン再生！緊急会議」[46]（2013年7月7日、テレビ東京）
- クローズアップ現代+
  - 「人間は不要に?　“人工知能社会”の行方」[47]（2015年3月3日、NHK総合）
  - 「ロボット大国・日本の逆襲　～起死回生をかけた闘い～」[48]（2017年11月30日）
  - 「“AIに負けない”人材を育成せよ　～企業・教育 最前線～」[49]（2019年4月25日）
  - 「ものづくり×AIで次世代をリード　若き起業家たちの挑戦」[50]（2021年10月20日）
- マネーの羅針盤「日本の人工知能が世界を変える！？」[51][52]（2015年12月26日、テレビ東京）
- 『人間ってナンだ?超AI入門』（2017-2019年、NHK Eテレ）
- NMBとまなぶくん「世界も注目!人工知能を徹底解明 AIは人類を超えるのか!?」（2017年2月9日、関西テレビ）
- 朝まで生テレビ!「激論！“人工知能・AI社会”と日本」[53]（2018年8月31日、テレビ朝日）
- 田原総一朗の全力疾走スペシャル ～さらば平成、新元号ニッポンを変える！～[54]（2019年3月17日、BS朝日）
- 『“救世主”か“怪物”か　始動！AI進化論』[55][56]（2019年5月5日、BSテレビ東京）
- サイエンスZERO
  - 「日本を変える！全国高専ディープラーニングコンテスト」[57][58]（2019年8月4日、NHK Eテレ）
  - 「AIビジネスで一獲千金！全国高専ディープラーニングコンテスト」[59][60]（2020年9月6日）
  - 「高専生がAIで起業！ディープラーニングコンテストの舞台裏」[61][60]（2020年9月13日）
  - 「誕生！若きAI社長 全国高専ディープラーニングコンテスト」[62][63]（2021年6月13日）
  - 「目指せIT起業家！全国高専ディープラーニングコンテスト」[64]（2022年5月29日）
  - 「“ChatGPT” 徹底解剖！AIと歩む未来を探る」[65] （2023年6月11日）
- トライアングル「～理系と文系どっちの道を選べばいいの？～」[66][67]（2019年10月3日、NHK Eテレ）
- あさイチ「ＡＩ入門！これを見ればもっと身近になる！？」（2019年11月25日、NHK総合）[68][69]
- NHKニュースおはよう日本
  - 「おはBiz：AI 世界と闘うために」[70]（2020年1月7日、NHK総合）
  - 「おはBiz：対話式AIで仕事が変わる？ChatGPTの衝撃」[71]（2023年3月14日）
- news zero[72]（2020年1月16、23、30日、日本テレビ）
- 『AI美空ひばり　あなたはどう思いますか』[73][74]（2020年3月18日、NHK総合）
- BSニュース 日経プラス10
  - 「コロナ危機が促すデジタル社会」[75]（2020年4月24日、BSテレビ東京）
  - 「コロナ後の日本経済を救え「大学発ベンチャー」」[76][77]（2020年7月3日）
  - 「SDGsへの道～大手企業も注目する「高専」のAI技術とは」[78][79]（2020年10月29日）
- 視点・論点「AIの活用と未来」[80]（2020年11月23日、NHK総合）
- 漫画家イエナガの複雑社会を超定義「現代は恋も仕事もＡＩ（人工知能）しだいの巻」[81][82]（2021年10月29日、NHK総合）
- news23 新春スペシャル第2夜「ＡＩの功罪2022」[83][84]（2022年1月5日、TBS）
- 日経ニュースプラス9
  - 「世界で勝つスタートアップの育て方」[85][86]（2022年7月22日、BSテレビ東京）
  - 「最新AI｢ChatGPT｣、その実力と課題」[87][88]（2023年2月13日）
  - 「規制強まる｢ChatGPT｣、リスクをどう考えるか」[89][90]（2023年4月10日）
- かんさい熱視線「続々登場！“高専発”スタートアップ」[91][92]（2023年1月27日、NHK大阪）
- 報道ランナー「「チャットGPT」は何でも教えてくれる？　インターネット以上の“衝撃”の声も　最新AI技術に番組キャスターが驚愕の体験」[93]（2023年2月15日、関西テレビ）
- 深層NEWS「#2355　チャットGPT活用法 最先端AI何ができる 利用者急拡大！課題は」[94][95]（2023年3月1日、BS日テレ）
- 日曜報道THE PRIME「あの職業もこの職業もなくなる！？高度AIもたらす驚がく近未来」[96][97]（2023年3月19日、フジテレビ）
- WBS 35周年特別版「AI　驚異の進化で一変する世界」[98]（2023年3月26日、テレビ東京）
- クローズアップ現代「ChatGPTの衝撃 異次元のAIとどう向き合う？」[99]（2023年4月11日、NHK総合）
- BSフジLIVE プライムニュース「チャットGPTって何　課題とメリットを検証　急進化の人工知能対策」[100][101]（2023年4月12日、BSフジ）
- 日曜討論「広がるAI=人工知能 私たちはどう向き合う?」[102][103][104]（2023年4月16日、NHK総合）
- 所さん!事件ですよ「“超精密計測”が社会を変える」[105][106]（2023年6月8日、NHK総合）
- 世界を変える!AI起業家をめざせ ～全国高専ディープラーニングコンテスト～[107][108]（2023年7月17日、NHK総合）
- BSスペシャル 欲望の資本主義2024 ニッポンのカイシャと生産性の謎[109][110]（2024年1月11日、NHK BS）

## インキュベーション
現在、松尾豊研究室では、AIベンチャーのインキュベーションに取り組んでおり、指導学生がAIベンチャーを設立している。

### 起業した指導学生
- 関喜史（株式会社Gunosy共同創業者/上席研究員） - 東証プライム
- 山田尚史（株式会社PKSHA Technology創業者/初代代表取締役）- 東証グロース
- 上野山勝也（株式会社PKSHA Technology創業者/2代目代表取締役）- 東証グロース
- 安野貴博（株式会社BEDORE創業者/代表取締役） - PKSHA Technology が買収
- 那須野薫（株式会社DeepX創業者/代表取締役） - 株式非公開
- 田村浩一郎（株式会社ACES創業者/代表取締役） - 株式非公開